# Agustín Orión
Agustín Ignacio Orión, född 26 juli 1981 i Ramos Mejía, Argentina, är en argentinsk före detta fotbollsmålvakt. Han har representerat Argentinas fotbollslandslag.